# Ormanäs och Stanstorp
Ormanäs och Stanstorp is een plaats in de gemeente Höör gelegen in Skåne, de zuidelijkste provincie van Zweden. De plaats heeft een inwoneraantal van 422 (2005) en een oppervlakte van 145 hectare.
Höör · Löberöd (deels) · Sätofta · Tjörnarp · Ormanäs och Stanstorp · Ljungstorp och Jägersbo · Norra Rörum · Snogeröd · Ekeborg · Bokeslund · Gamla Bo ·